# 藤川宿

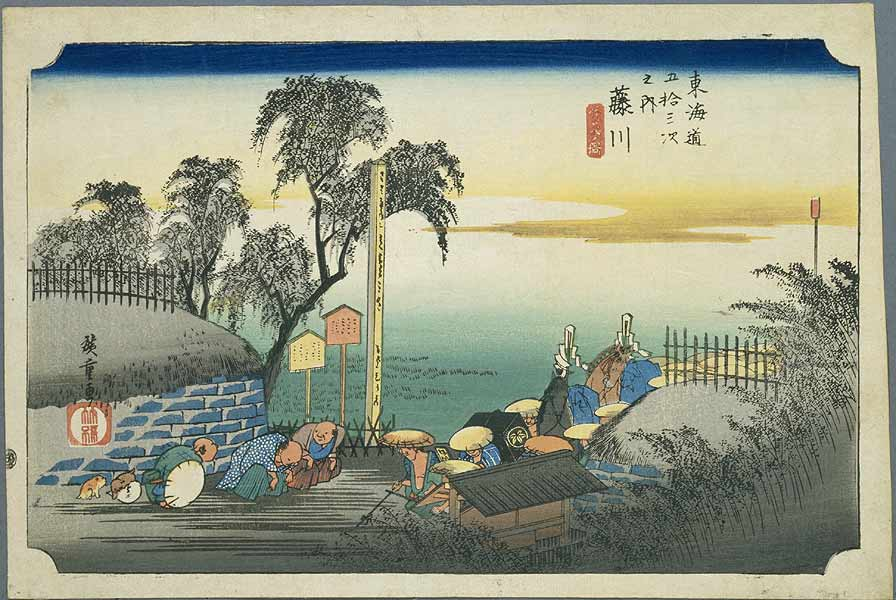
歌川広重「東海道五十三次・藤川」

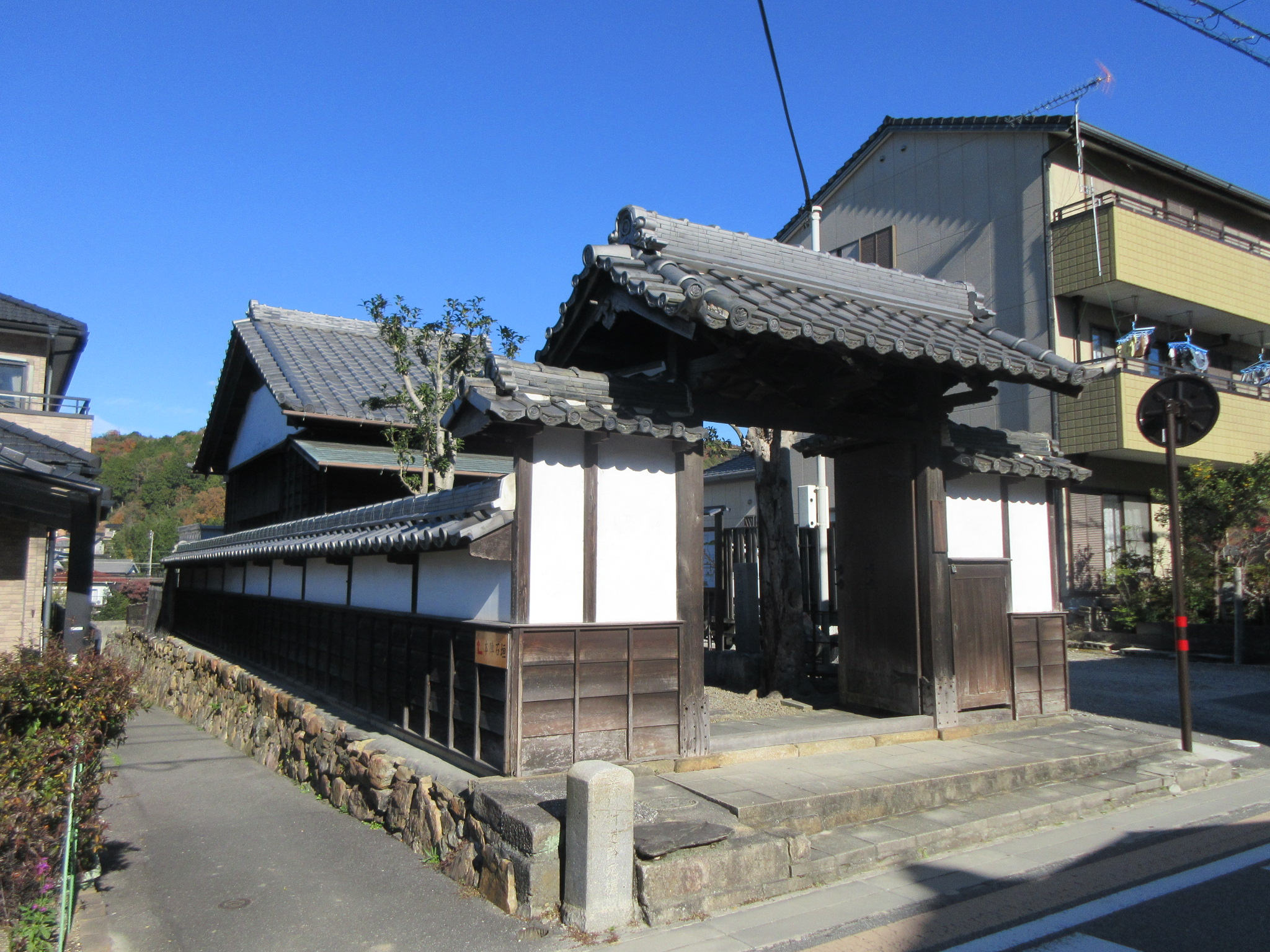
藤川宿資料館（岡崎市藤川町）

藤川宿（ふじかわしゅく、ふじかわじゅく）は、東海道五十三次の37番目の宿場である。現在の愛知県岡崎市藤川町辺り。詳しくは岡崎市を参照。
但し、藤川宿周辺の住民はほとんどの場合、（ふじかわじゅく）と読む。
藤川宿資料館があり、資料が閲覧できるほか、専用の駐車場もある。また国道1号沿いには道の駅藤川宿が整備されている。
近くの旧東海道には1kmほどの松並木がある。松並木やむらさき麦等とともに藤川宿は岡崎観光きらり百選に選定されている。
また、1996年（平成8年）3月には歴史国道にも認定されている。

## 概要
東海道が三河高原を横断する御油断層の谷間から、西の平地への出入口にあり、中世から交通の要地で、1601年（慶長6年）の伝馬制度により設置された。1648年（慶安元年）山中郷から住民を移し、加宿の市場村が東隣して成立した。明治期まで幕府領である。1598年（慶長3年）鳥山牛之助検地で村高310石。1660年（万治3年）町並家数43、馬役人18、歩行役人24、問屋1。1668年（寛文8年）に新町43軒が焼失した。1786年（天明6年）に、市場村を含め高762石余、町並み9町20間、家数190、惣役人数150、馬49、歩行役人91、御先荷人足522、本馬24があった。天保年間の「宿村大概帳」によれば市場村を含め宿内人別1213人（男540・女673）、総家数302、本陣1、脇本陣1、旅籠屋36、（大7・中16・小13）、地子免許7480坪、問屋給米7石、継飛脚給米32石余。人馬継問屋は中町に置かれ、問屋2、年寄5、給付4、飛脚番6、人馬差6、小使6、人馬100人・100疋で、定囲は5人・5疋であった。1707年（宝永4年）の1年間の上下立人馬で人足3万8017人、馬5万5627疋で、1714年（正徳4年）11月の琉球使節の人馬覚に御朱印人足1000人、馬200疋御触とある。1772年（安永元年）の疫病流行の際には400余人が病死し、宿々困窮による拝借金を受けた。1866年（慶応2年）の旅籠屋32、駕籠屋4と記される。
宿の西端に一里塚や十王堂（庭に「ここも三河　むらさき麦の　かきつばた」という松尾芭蕉の句碑がある）があり、吉良道の分岐点となる。脇本陣跡は1978年（昭和53年）10月21日に岡崎市指定史跡となる。1990年（平成2年）に藤川宿資料館が完成。関山神社には1601年（慶長6年）の伝馬朱印状をはじめとする歴史資料、1741年（元文6年）の棟札、1711年（正徳元年）の宿高札が残る。脇本陣門・石垣・家並が残り、市内随一の宿場景観を保持する。
藤川宿は、国土交通省により愛知県で唯一歴史国道に選定されている。また脇本陣跡が岡崎市指定史跡、駒曳朱印状と高札が同市有形文化財に指定されている。

## アクセス
- 名鉄名古屋本線 藤川駅

## 隣の宿
東海道
赤坂宿 - 藤川宿 - 岡崎宿